# 竹中理沙
竹中 理沙（たけなか りさ、1990年1月6日 - ）は、元陸上競技選手。長距離走。立命館大学卒業。資生堂に所属していた。クロスカントリーやハーフマラソンで、世界選手権に出場している。夫はコニカミノルタ所属の野口拓也。

## 経歴
滋賀県彦根市出身。小学校6年まではクラシックバレエを習っており、彦根西中で本格的に陸上を始めた。立命館宇治高、立命館大学、資生堂で活躍し美女ランナーとして親しまれた。2018年1月の都道府県対抗女子駅伝で滋賀県の1区を担当したレースを最後に引退。下記の成績を残したが、「満足のいく結果を残せた訳じゃなく、悔しい試合が多かった」という。

## 駅伝
都道府県対抗女子駅伝や全日本大学女子駅伝で何度も区間賞を獲得し、チーム優勝も複数回経験している。全日本大学女子駅伝は2008年の1年次からチーム優勝、2位、2位、優勝という好成績を残したが、3年次の2010年大会を「2年連続で負けてしまって、とても悔しかった」という。なお2012年の同大会終了時点で1区、2区の区間記録は共に竹中が保持していたが、2013年にその記録を更新されないまま区割りが変更になった。

## 主な記録
| 年     | 大会                       | 種目           | 順位     | 備考               |
| ------ | -------------------------- | -------------- | -------- | ------------------ |
| 2006年 | 全国高校駅伝               | 2区            | 区間2位  | 立命館宇治7位      |
| 2007年 | 都道府県対抗女子駅伝       | 6区            | 区間賞   | 京都府優勝         |
|        | 第62回国民体育大会         | 少年A1500m     | 2位      |                    |
|        | 全国高校駅伝               | 5区            | 区間2位  | 立命館宇治優勝     |
| 2008年 | 都道府県対抗女子駅伝       | 6区            | 区間賞   | 京都府優勝         |
|        | 日本インカレ               | 5000m          | 3位      |                    |
|        | 全日本大学女子駅伝         | 2区            | 区間4位  | 立命館大優勝       |
| 2009年 | 日本インカレ               | 5000m          | 2位      |                    |
|        | 全日本大学女子駅伝         | 6区            | 区間2位  | 立命館大2位        |
| 2010年 | 世界クロスカントリー選手権 | シニア         | 30位     | 日本チーム7位      |
|        | 日本インカレ               | 5000m          | 2位      |                    |
|        | 全日本大学女子駅伝         | 2区            | 区間記録 | 立命館大2位        |
| 2011年 | 日本インカレ               | 5000m          | 2位      |                    |
|        | 全日本大学女子駅伝         | 1区            | 区間記録 | 立命館大優勝       |
| 2012年 | 都道府県対抗女子駅伝       | 4区            | 区間賞   | 滋賀県21位         |
| 2014年 | 全日本実業団ハーフマラソン | ハーフマラソン | 2位      |                    |
|        | 世界ハーフマラソン選手権   | ハーフマラソン | 17位     | 日本銅メダル       |
| 2015年 | 名古屋ウィメンズマラソン   | マラソン       | 5位      | 日本人3位          |
| 2016年 | 大阪国際女子マラソン       | マラソン       | 3位      |                    |
|        | 全日本実業団女子駅伝       | 1区            | 区間2位  | 資生堂7位          |
| 2017年 | 大阪国際女子マラソン       | マラソン       | 6位      |                    |
|        | ゴールドコーストマラソン   | マラソン       | 3位      | 男子優勝は野口拓也 |
|        | 全日本実業団女子駅伝       | 1区            | 区間3位  | 資生堂8位          |